# Kap Hinode
Kap Hinode ist ein unvereistes, felsiges und 8,2 km² großes Kap an der Kronprinz-Olav-Küste des antarktischen Königin-Maud-Lands. Es liegt etwa 5 km westlich des Akebono-Gletschers und 3 km westnordwestlich der Bōhyō Heights.
Kartografiert und fotografiert wurde es von Teilnehmern der von 1957 bis 1962 dauernden japanischen Antarktisexpedition, die es deskriptiv als Hinode-misaki (japanisch 日の出岬 ‚Kap des Sonnenaufgangs‘) benannten.